# درويش نعمان الذكائي
نعمان الذكائي، وهو من مشاهير الخطاطين في بغداد، وأسمه مركب درويش نعمان ابن محمد أفندي، ولد في بغداد منتصف القرن الثامن عشر وأصله من مدينة الموصل، شمال العراق، وتخرج في علم الخط على يد محمد النوري، ومحمد أمين الأنسي، وكان يمتهن الخط ولخطهِ روعة وبيان، وتخرج عليهِ الكثيرون. ومن آثاره الخطية كتاب شرح العينية للسيد علي البندنيجي، في مخطوطات مكتبة الشيخ عبد الوهاب النائب، ومن مخطوطاته أيضا بقلم خط الثلث الأبيات المحررة على لوحة الكاشاني الأزرق المرسومة على باب مصلى جامع مرجان، في محلة الشورجة في بغداد، والمؤرخة عام 1200 هـ، وهذه الأبيات:

## تلامذته
تخرج على يديه الكثير من الخطاطين ومنهم:
- الخطاط سفيان الوهبي.
- الخطاط عبد الفتاح الواعظ ابن محمد بن جعفر الأدهمي الأعظمي المولود ببغداد منذ سنة 1788م.[2]

## وفاته
توفي نعمان الذكائي في بغداد عام 1227هـ/1812م.